# 14e division d'infanterie royale bavaroise
Pour les articles homonymes, voir 14e division.
La 14e division d'infanterie est une grande unité de l'armée bavaroise pendant la Première Guerre mondiale.

## Structure
La division est constituée le 14 août 1916 et est ensuite déployée initialement sur le front occidental. Fin avril 1917, le transfert sur le front de l'Est a lieu. Après l'entrée en vigueur du cessez-le-feu sur le front roumain en décembre 1917, l'unité est détachée et transférée vers l'Ouest. La division y reste en action jusqu'à sa dissolution en raison de pertes excessives le 10 septembre 1918.

### Composition de guerre du 11 septembre 1916
- 8e brigade d'infanterie
  - 4e régiment d'infanterie royal bavarois (de)
  - 8e régiment d'infanterie royal bavarois (de)
  - 29e régiment d'infanterie
  - 4e escadron du 8e régiment de chevau-légers royal bavarois (de)
  - 23e régiment d'artillerie de campagne
  - 11e compagnie du génie de réserve
  - 101e peloton de projecteurs
  - 14e compagnie de lanceurs de mines
  - 5e construction du pont divisionnaire
  - 14e section double de téléphone
  - 40e et 41e escouades de signalisation de campagne

### Composition de guerre à partir du 28 avril 1918
- 8e brigade d'infanterie
  - 4e régiment d'infanterie
  - 8e régiment d'infanterie
  - 25e régiment d'infanterie
  - 4e escadron du 8e régiment dex chevau-légers
- 14e commandement d'artillerie
  - 23e régiment d'artillerie de campagne
- 14e bataillon du génie
- 14e commandement du renseignement de la division

## Calendrier de bataille

### 1916
- 13 août au 9 septembre --- Bataille de Verdun
  - 3 septembre --- Prise des positions françaises de part et d'autre des gorges de Souville
  - 4 au 9 septembre --- Batailles des Gorges de Souville
- 9 au 30 septembre --- Combats de tranchées devant Verdun
- 1er octobre au 1er novembre --- Batailles de tranchées entre Meuse et Moselle
- 2 au 14 novembre --- Réserves de l'OHL
- 16-26 novembre --- Bataille de la Somme
- à partir du 27 novembre --- Batailles de tranchées sur la Somme

### 1917
- jusqu'au 18 mars --- Batailles de tranchées sur la Somme
- 18-22 mars --- Réserves de l'OHL
- 23 mars au 1er avril --- Combats de tranchées en Flandre et en Artois
- 2 au 11 avril --- Bataille printanière d'Arras
- 11 au 26 avril --- Batailles de tranchées sur l'Yser (réserve de la 4e armée)
- 26 avril au 1er mai --- Transport vers l'Est
- 1er mai au 18 août --- Combats de tranchées sur la haute Shchara-Servech
- 23 août au 1er septembre --- Batailles de tranchées devant Riga
- 1er au 5 septembre --- Bataille de Riga
- 6 au 14 septembre ---Tracts au nord de la Daugava
- 21 au 22 septembre --- Prise de la tête de pont de Jakobstadt
- 23 au 26 septembre --- Batailles de tranchées devant Kreuzburg-Kokenhusen
- 2 octobre au 7 décembre --- Combats de tranchées sur le Sereth
- 7 au 17 décembre --- Cessez-le-feu sur le front roumain
- 17 au 25 décembre --- Transport vers l'Ouest
- à partir du 25 décembre --- Combats de tranchées près de Reims

### 1918
- jusqu'au 20 mars --- Combats de tranchées près de Reims
- 21 mars au 6 avril --- Grande Bataille de France
- 7 au 30 avril --- Combats sur l'Avre près de Montdidier et Noyon
- 1er mai au 7 août --- Batailles sur l'Ancre, la Somme et l'Avre
- 8 au 20 août --- Bataille défensive entre Somme et Avre
- 22 août au 2 septembre --- Bataille Albert-Péronne
- 9 au 10 septembre --- Guerre de tranchées en Flandre
- 10 septembre --- Dissolution de la division

## Commandants
| Grade           | Nom                         | Date                        |
| --------------- | --------------------------- | --------------------------- |
| Generalleutnant | Otto von Rauchenberger (de) | 14 août 1916 au 28 mai 1918 |
| Generalmajor    | Karl von Kleinhenz (de)     | 29 mai au 10 septembre 1918 |